# Pinneberg
Pinneberg (ˈpɪnəbɛʁk) er en by i det nordlige Tyskland og samtidig hovedby i Pinneberg Amtkreds i delstaten Slesvig-Holsten. Byen har 41.778 indbyggere (30. Sep. 2006)[kilde mangler] og ligger cirka 18 kilometer nordvest for Hamborgs centrum.

## Historie
Det ældste slot i Pinneberg blev bygget omkring 1200 og har været tingsted i adskillige århundreder. I 1370 blev slottet erobret af greve Adolf 8. af Schauenburg og Holsten-Pinneberg.
I 1397 blev Pinneberg første gang nævnt i officielle retsdokumenter som tingsted.
I 1472 blev opført et renæssanceslot i stedet for det gamle slot. Det led alvorligt skade i 1627 og 1657 og blev endegyldigt nedrevet i 1720. Mellem 1765 og 1767 opførtes et Drostei, det vil sige en embedsbolig for Drosten Hans von Ahlefeldt. Dette bygningsværk, formentlig skabt af Ernst Georg Sonnin, er det fornemmeste eksempel på Barok arkitektur i distriktet Pinneberg.
Befolkningsudvikling: i 1835 1.031, i 1840 1.029, i 1845 1.087, i 1855 1.962 og i 1860 2.818 indbyggere.
Efter at tjenestefolk og håndværkere havde bosat sig i nærheden af slottet, voksede bebyggelsen langsomt og fik først købstadsrettigheder i 1875, skønt det havde været sæde for den danske landdrost siden 1640 og sæde for den preussiske distrikts-administrator siden 1866 i Provinsen Slesvig-Holsten.
I 1905 indlemmedes bebyggelsen ‘Pinneberger Dorf’ (landsby) og i 1927 landsbyerne Thesdorf og Waldenau.
Efter 2. verdenskrig voksede indbyggertallet i Pinneberg mangefoldigt som følge af flygtningestrømme fra de tvangsafståede østtyske egne, især Østpreussen. Senere formåede Pinneberg - i modsætning til mange andre byer i Slesvig-Holsten at fastholde sit højere antal af indbyggere.